# Йован, Штефан
Штефан Йован (рум. Ștefan Iovan; род. 23 августа 1960, Моцэцеи, Долж) — румынский футболист и тренер выступавший на позиции защитника. Победитель Кубка европейских чемпионов 1985/1986 в составе клуба «Стяуа».

## Клубная карьера
Йован дебютировал за клуб «Решица» в 1977 году, а год спустя присоединился к команде «Лучеафэрул», созданной Федерацией футбола Румынии для сбора молодых талантов румынского футбола, и не играла ни в одной лиге. Йован вернулся в «Решицу» в 1979 году, но зимой 1981 года присоединился к клубу «Стяуа», где играл до 1991 года.
В 1991 году Йован присоединился к английскому клубу «Брайтон энд Хоув Альбион», но затем вернулся в «Стяуа» в 1992 году на полсезона до того, как подписал контракт с клубом «Рапид» Бухарест, а затем с «Электропутере Крайова» в 1995 году. Его последним сезоном в качестве профессионального футболиста стал 1996/97, где он играл за «Решицу».
Всего в Суперлиге Румынии Йован сыграл 373 игры и забил 20 голов. Он шесть раз становился чемпионом Румынии, а также трижды выигрывал Кубок Румынии. Все эти трофеи были добыты только за «Стяуа».
В финале Кубка европейских чемпионов 1986 года и Суперкубке УЕФА того же года выводил свою команду с капитанской повязкой.
25 марта 2008 года президент Румынии Траян Бэсеску наградил его орденом «За спортивные заслуги» II степени I типа за победу в финале Кубка европейских чемпионов 1986 года.

## Международная карьера
На международном уровне он сыграл за Румынию в 34 играх и забил три гола. Он также 12 раз играл за румынскую сборную до 21 года.

## Достижения
«Стяуа» Бухарест
- Чемпион Румынии: 1984/85, 1985/86, 1986/87, 1987/88, 1988/89, 1992/93
- Победитель Кубка Румынии: 1984/85, 1986/87, 1988/89
- Обладатель Кубка европейских чемпионов: 1985/86
- Победитель Суперкубка УЕФА: 1986

«Брайтон энд Хоув Альбион»
- Обладатель Кубка Сассекса: 1991/92